# Hübner Emil
Hübner Emil (Cegléd, 1879. április 24.–Cegléd, 1956. március 3.), ügyvéd, ceglédi lapszerkesztő, a ceglédi városi könyvtár alapítója, Cegléd városi takarékpénztár ügyésze, római katolikus egyházközség világi elnöke, tartalékos hadnagy, a Signum Laudis tulajdonosa.

## Élete
Hübner János, ceglédi igazgató-tanító fia, anyja Nájer Jozefa. 1896-tól a „Czegléd” című lapnak a belső munkatársa, 1904-ben pedig felelős szerkesztője lett. A hírlap irodalmon kívül történelmi tanulmányokkal foglalkozott. E szakba vágó értekezései, cikkei és bírálatai a Ceglédben, az Archaeologiai Értesítőben, a Magyar Gazdaságtörténelmi Szemlében, a Katholikus Szemlében jelentek meg. Budapesten jogot végzett, 1904-ben ügyvédi oklevelet szerzett és 1907-ben irodát nyitott Cegléden, amely 1944-ben is fönnállott. 1907-ben a Múzeumok és Könyvtárak Országos Főfelügyelősége részéről rendezett könyvtári szak-tanfolyamon vett részt. 1916 és 1919 között hadifogoly Olaszországban.
Az első világháború alatti fogsága visszatérése után újra nyitotta ügyvédi irodáját (a Pesti úton, a Szent. Imre herceg úti kereszteződés után), ügyésze lett a takarékpénztárnak, könyvtár szervezésére kapott megbízatást a közgyűléstől és 1921. elején ő lett a katolikus egyháztanács világi elnöke. Két éven át egy negyedévente megjelenő egyházi lapot szerkesztett, az egyházközség értesítőjét. Színes külső borítója volt! Könyvtárszervezési megbízásával a későbbi városi könyvtár alapjait teremtette meg. „A könyvtár megszervezését Hübner Emil ügyvéd vállalta, minden anyagi ellenszolgáltatás nélkül. Segítője Szalisznyó Lajos volt. A függetlenített könyvtáros nélküli munka csak nagyon lassan haladt. Végre a könyvtárt négyévi készülődés után, 1924. november 1-jén ünnepélyesen átadták a közönségnek. Az olvasókat kissé szűkös olvasóterem fogadta [a városházán], a könyvtáros ide hozta át a folyosó túlsó oldalán lévő raktárból a könyvet.” Azért alapító volt, könyvtár-alapító. Ezt a munkáját a második világháború alatt hagyta abba, amikor feldúlták és megsemmisítették a gyűjtemény legértékesebb részét. – 1931-ben a Magyar Városok sorozatban megjelent Cegléd önálló monográfiája. A kötetben Szilágyi Imre plébánossal közösen írták meg a katolikus egyház és iskola történetét. 1936 májusában, az egyháztanács világi elnökeként J. Molnár Zsigmond plébánossal, nagy energiával szervezte meg a kétnapos „katolikus napot” Cegléden.

## Házassága
1912. július 15-én Cegléden feleségül vette a polgári származású Hunyadi Ilona Emília Anna (Cegléd, 1882. augusztus 6.–Cegléd, 1947. március 15.) kisasszonyt, akinek a szülei Hunyadi Ferenc (1836–1890) ceglédi városi adótiszt, gőzmalom tulajdonos, földbirtokos, és a római katolikus nemesi származású persai Persay családból való persai Persay Anna Amália (1850–1928) voltak. Hunyadi Ferenc eredetileg "Sztratimirovits Ferenc"-ként született és az 1848-49-es szabadságharc után megváltoztatta vezetéknevét "Hunyadivá". A menyasszonynak az apai nagyszülei Sztratimirovits Ferenc, ceglédi pintérmester, és Szunyogh Terézia (1803–1886) voltak; az anyai nagyszülei persai Persay István (1822–1892), ceglédi kisiparos, és Szabolovics Anna voltak.
Hunyadi Ferencné Persa Anna Amáliának az anyai nagyapai ükszülei persai Persay Sándor (1788–1850), abonyi uradalmi ispán (spanus dominalis) a gróf Szapáry családnál és brezányi Brezányi Zsuzsanna (1788–1830) voltak. Az anyai nagyapjának, Persay Istvánnak a fivérei Persay János (1813–1870), áporkai földbirtokos, valamint Persay Sándor (1818–1885) okleveles gyógyszerész, ceglédi gyógyszertártulajdonos voltak. Hunyadi Ferencné Persay Anna elsőfokú unokatestvérei: Persay Sándor fia, dr. Persay Ferenc (1854–1937), Bars vármegye alispánja, jogász, valamint Persay János fia, Persay Gyula (1855–1924) gyógyszerész, gyógyszertár-tulajdonos, a "Nova és Vidéke Takarékpénztár Részvénytársaság" vezérigazgatója, a Tulipán Szövetség novai fiók társelnöke. Hübner Emilné Hunyadi Ilonának a leánytestvére Hunyadi Mária Anna (1880–1929), akinek a férje Gombos Lajos (1881–1949), Cegléd város polgármestere 1907 és 1918 között, a Ceglédi Gazdasági Egyletet alapítóelnöke. Hübner Emil és Hunyadi Ilona frigyéből nem származott gyermek.

## Munkái
- A czeglédi róm. kath. egyház története. Czegléd, 1900.
- II. Rákóczi Ferencz és Czegléd városa. Czegléd, 1906.
- Jelen monográfiába ő írta a Czegléd városát ismertető fejezetet.